# ヴァレリアン 千の惑星の救世主
『ヴァレリアン 千の惑星の救世主』（ヴァレリアン せんのわくせいのきゅうせいしゅ、原題:Valérian et la Cité des mille planètes、英題:Valerian and the City of a Thousand Planets）は、2017年のSFアクション映画。ピエール・クリスタンとジャン＝クロード・メジエールによるフランスの漫画シリーズ『ヴァレリアンとローレリーヌ』（Valérian et Laureline）を原作としており、リュック・ベッソンが監督・製作・脚本を手掛けた。
日本では、2018年3月30日に公開された。

## あらすじ
長年拡張され続けた国際宇宙ステーションの質量が地球にとって危険になり、一千もの種族が居住する"千の惑星の都市"「アルファ宇宙ステーション」として外宇宙に射出される。西暦2740年、アルファの連邦捜査官ヴァレリアンとその相棒ローレリーヌは任務で惑星キリアンへと向かう。旅の途中、ヴァレリアンは惑星ミュールに住むヒューマノイド型種族が、巨大な宇宙船の墜落で滅亡する夢を見る。ヴァレリアンはローレリーヌに求婚するが断られる。
二人は惑星キリアンに着き、ヴァレリアンは別次元にあるバザールに潜入して、あらゆるものを複製できる、ヴァレリアンが夢で見た小型生物の形態をしたコンバーターとパールを手に入れる。宇宙船に戻ったヴァレリアンは、ミュールが30年前に破壊されたことを知る。
二人はアルファに戻る。危機的な汚染の問題を話し合うための種族間のサミットに出る司令官のフィリットを、二人は護衛する。サミットはヴァレリアンが夢で見たヒューマノイドに襲われてフィリットは誘拐され、ヴァレリアンは誘拐犯を追跡する途中で行方不明になる。ローレリーヌは上官であるオクト＝バー将軍の命令に背きヴァレリアンを捜索して発見するが、直後に原始的な種族に捕えられる。ヴァレリアンは可変種のバブルの協力を得てローレリーヌを救出するが、バブルは死ぬ。
ヴァレリアンとローレリーヌは汚染区域に入ってヒューマノイドたちに会う。彼らの皇帝は、ミュールの滅亡で娘が死んだときに魂をヴァレリアンに送ったと言う。フィリット率いる人類連邦が敵と交戦した時、敵の宇宙船が墜落してミュールの滅亡を招き、ヒューマノイドの生存者たちは人類の宇宙船に乗って逃れ、アルファに来たという。彼らは人類の技術を手に入れて宇宙船を建造しており、コンバーターとパールさえあれば自分たちの世界を再建する惑星に行けると言う。フィリットも自分がミュールの滅亡を招いたことを認める。
ヴァレリアンはパールを、ローレリーヌはコンバーターをヒューマノイドに返す。皇后は娘の魂を取り戻す。オクト＝バー将軍の兵士がヒューマノイドたちを取り囲むが、ヴァレリアンとローレリーヌは昔のアポロ宇宙船から将軍に連絡して真実を伝える。フィリットのロボット兵士たちが将軍の兵士とヒューマノイドを攻撃して退けられ、ヒューマノイドの宇宙船は発進し、フィリットは逮捕される。ヴァレリアンとローレリーヌは宇宙空間を漂うアポロ宇宙船の中で救助を待つ。

## キャスト
※括弧内は日本語吹替。
- ヴァレリアン少佐 - デイン・デハーン（日野聡）
- ローレリーヌ軍曹 - カーラ・デルヴィーニュ（沢城みゆき）
- アルン・フィリット司令官 - クライヴ・オーウェン（大塚明夫）
- バブル - リアーナ（ゆりやんレトリィバァ）
- 客引きジョリー - イーサン・ホーク（咲野俊介）
- 国防大臣 - ハービー・ハンコック（富田耕生）
- ネザ軍曹 - クリス・ウー（石川界人）
- オクト＝バー将軍 - サム・スプルエル（英語版）（関俊彦）
- 海賊ボブ - アラン・シャバ
- 世界連邦大統領 - ルトガー・ハウアー（佐々木勝彦）
- 皇帝ハバン＝リマイ（声） - エリザベス・デビッキ[8][9][10]（斎賀みつき）
- 皇后アロイ（声） - バーバラ・ウェバー・スカフ（森なな子）
- ギブソン少佐 - オーラ・ラパス（黒田崇矢）
- ガイド・タジート - エリック・ランパール（水島裕）
- アイゴン・サイラス（声） - ジョン・グッドマン（楠見尚己）
- ドーガン＝ダギーズ（声）- グラント・モニンジャー、ロビー・リスト、クリストファー・スウィンドル （THE ALFEE）
- アレックス（声） - クロエ・ホリングス（英語版）（大原さやか）

## 製作

### 企画

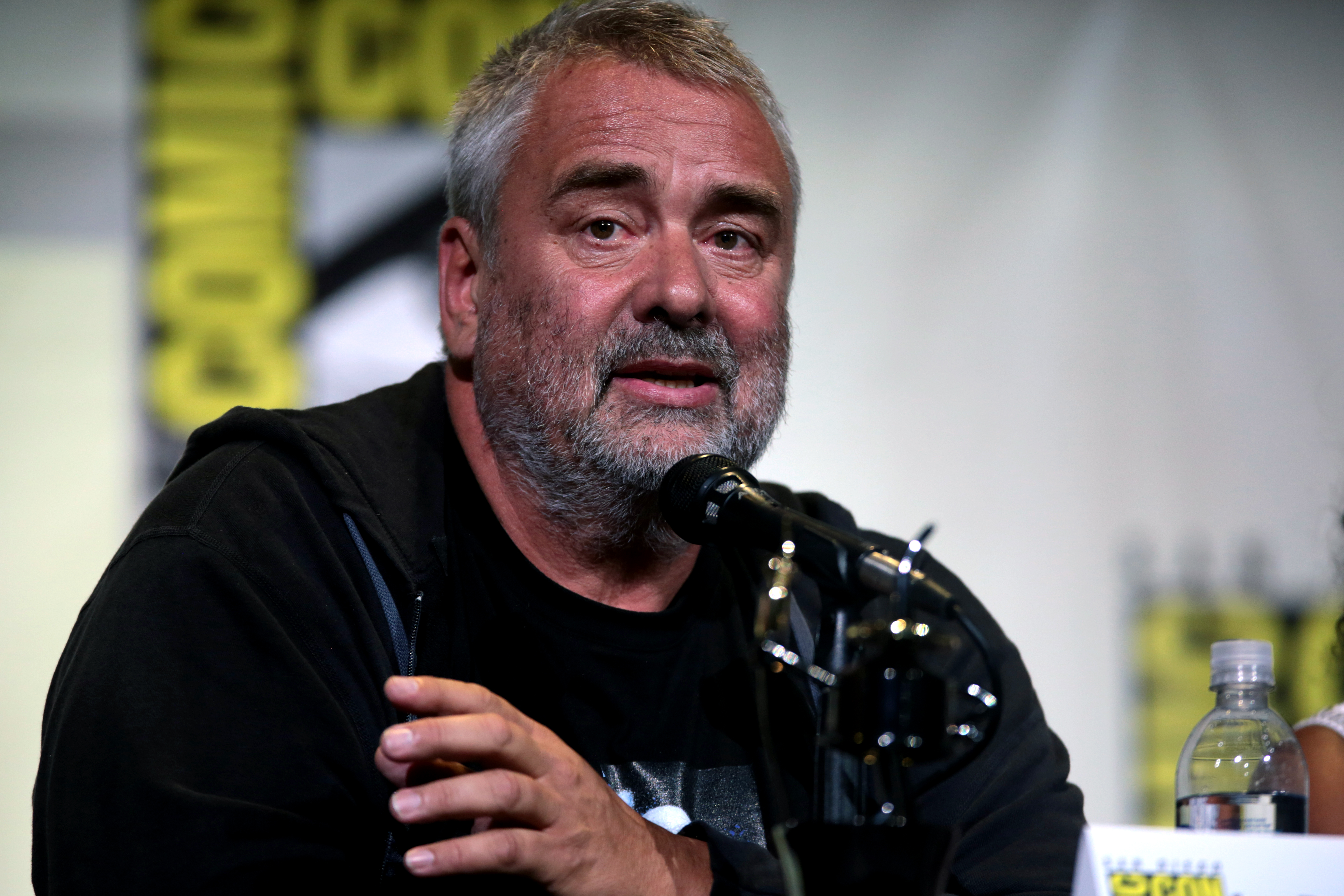
リュック・ベッソン

リュック・ベッソンは青年期からヴァレリアンシリーズを愛読していたが、彼がそれらを映画化しようと思い立ったのは『フィフス・エレメント』（1997年）製作中のことであった。同作の製作中、ベッソンはメジエールから「なぜ君はこんなどうしようもない映画を作っているのかね。どうしてヴァレリアンを映画化しないのかね。」と言われた。しかし、当時のベッソンは「人間よりもモンスターが多く登場する映画を製作するなんて不可能だ」と思ったのだという。そんなベッソンにとって、2009年に公開された『アバター』はヴァレリアン映画化への道を切り開くものであったが、大きなプレッシャーを課すものでもあった。ベッソンは「技術的な面において、私は今なら全てが可能だと思いました。『アバター』は思い通りの映画を作れるか否かは想像力次第だということを証明しました。」「ジェームズ・キャメロン氏は映画に求められる水準の全てを一気に押し上げました。」と語っている。同作鑑賞後、ベッソンは本作の脚本のリライトに注力することとなった。その作業には7ヶ月を費やすことになった。
本作の製作が公式に始まったのは2012年のことであった。2015年5月、デイン・デハーンとカーラ・デルヴィーニュが本作の主演に起用されたと報じられた。8月19日、クライヴ・オーウェンの出演が決まった。
本作の製作費は1億9700万ユーロとなったが、これはフランス映画史上最高の製作費となった。本作以前の最高記録が『アステリックスと仲間たち オリンピック大奮闘』（7800万ユーロ）、『フィフス・エレメント』（7500万ユーロ）であったことを考えると、本作には破格の製作費が投じられたと言える。製作費が高騰した原因の一つには、本作が英語作品であったことが挙げられる。英語で製作されたが故に、本作はフランスで1200人分の雇用を生み出したにも拘わらず、税の減免措置が受けられなかったのだという。2015年5月には、ファンダメンタル・フィルムズが本作の製作に5000万ドルを出資すると発表した。

### 撮影・ポストプロダクション

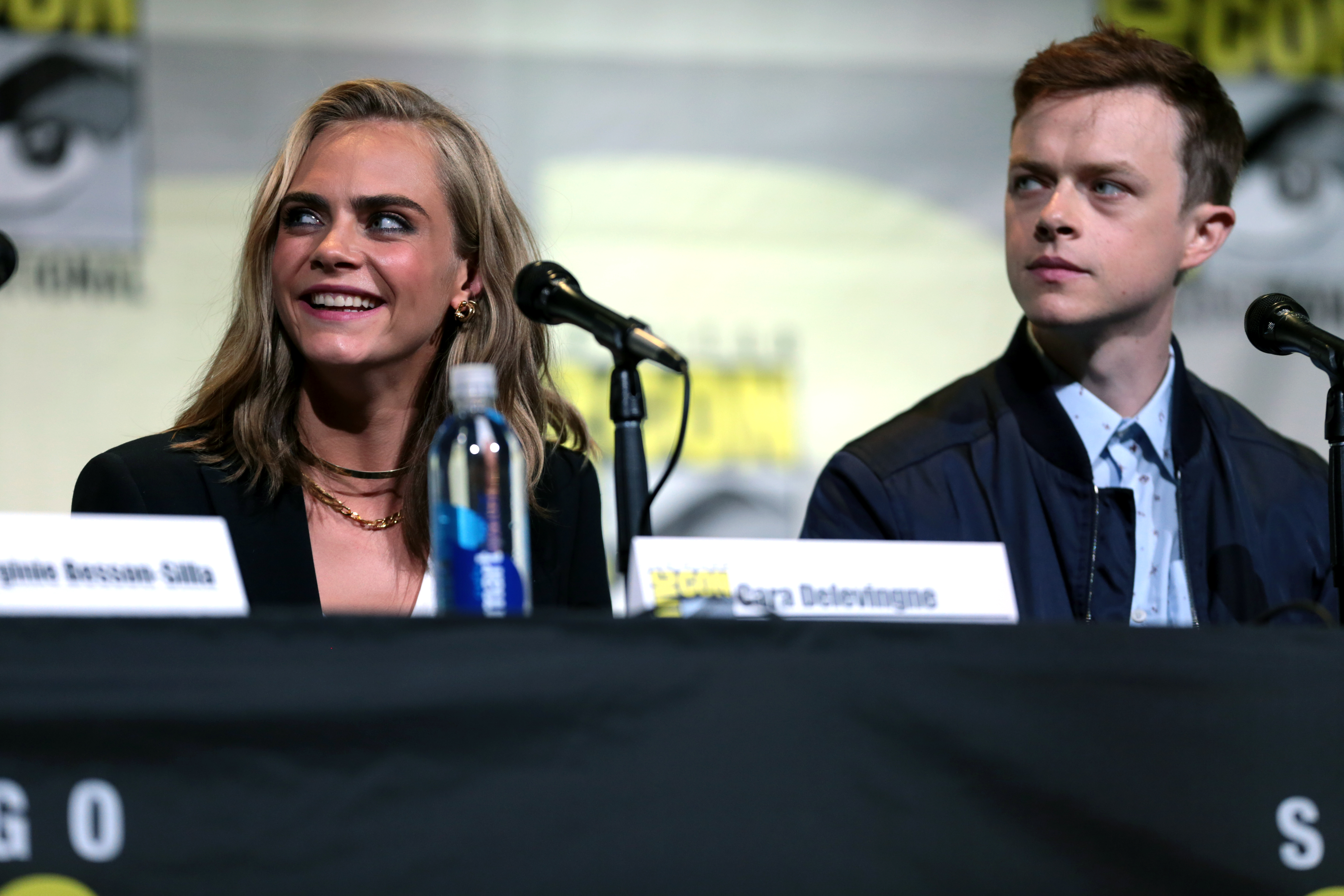
サンディエゴ・コミコン2016に参加するカーラ・デルヴィーニュ、デイン・デハーン

本作の主要撮影は2016年1月5日にパリ北部のサン＝ドニで行われた。シーンの大部分はブルーバックで撮影され、追加でモーションキャプチャー撮影がニュージーランド・ウェリントンで行われた。
VFXはインダストリアル・ライト&マジック(以下ILM)、WETAデジタル、ロデオFXといった大手スタジオが主担当を務めた。ILM社とWETAデジタル社は、本作に登場する主要な生物や宇宙人のキャラクター制作を手掛け、ロデオFX社は劇中に登場する「アルファ宇宙ステーション」および主人公たちが乗る宇宙船、そして宇宙空間での戦闘シーンの制作を手掛けた。本作でVFXを使用したシーンは2734シーンにも及んだ。

### コラボレーション
ベッソンら製作陣は、トヨタ自動車の高級車ブランド・レクサスのデザインチームと協力し、本作に登場する小型宇宙船「スカイジェット」を生み出した。この宇宙船のエクステリアには、フロント部分にレクサスのデザインアイコンである「スピンドルグリル」や三眼ヘッドランプ(ランプ自体のデザインは、同ブランドの販売しているレクサス・LCにインスパイアされたものである)が採用され、随所にレクサスの意匠が施されたものとなっている。
今回のコラボレーションでレクサスと協力した理由について、ベッソンは同ブランドが「未来を見据えた革新的なテクノロジーの先駆け」であることを述べており、レクサスのグローバルブランディング室長であるデイヴィッド・ノードストロームも「今回のプロジェクトにレクサスのデザイン哲学と技術革新をもたらすというチャレンジを楽しませていただいた。今後もヨーロッパ・コープとのパートナーシップを発展させることを楽しみにしている」と語っている。

## 公開・マーケティング
2016年11月8日、本作の宣材が公開された。2017年1月3日、本作の全米配給権をSTXエンターテインメントが購入したという報道があった。5月14日、『フィフス・エレメント』の4Kリマスター版の公開に先駆けて、本作の特別上映が行われた。

## 興行収入
本作は『ダンケルク』や『Girls Trip』と同じ週に全米公開され、公開初週末に2000万ドルから2500万ドルを稼ぎ出すと予想されていたが、実際の数字はそれを下回るものとなった。2017年7月21日、本作は全米3553館で封切られ、公開初週末に1700万ドルを稼ぎ出し、週末興行収入ランキング初登場5位となった。この結果を受けて、Deadline.comは本作を興行的失敗作と評した。また、本作を製作したヨーロッパ・コープの株価が月曜日に8.31%も下落するという事態を招いた。
2017年7月26日にはフランスでの公開が始まった。本作は970館で封切られ、公開初週末に1220万ドルを稼ぎ出し、週末興行収入ランキング初登場1位となった。なお、本作は中国市場において北米市場を上回る興行収入を記録した。
しかし、全体的な興行は大失敗で1億3500万ドルの損失を計上したとして、ヨーロッパ・コープのCEOが2017年をもって退任という事態を招き、新たなCEOとしてリュック・ベッソンが就任することとなった。

## 評価
本作に対する批評家の評価は芳しいものではない。特殊効果に対しては賛辞が送られているが、ストーリーとミスキャストが批判されている。映画批評集積サイトのRotten Tomatoesには235件のレビューがあり、批評家支持率は50%、平均点は10点満点で5.5点となっている。サイト側による批評家の見解の要約は「『ヴァレリアン 千の惑星の救世主』はストーリーという欠陥を乗り越えるために、躍動感と視覚効果によるスリルを使っている。その映画体験は表層的な快楽がその欠点を上回るものとなっている。」となっている。また、Metacriticには45件のレビューがあり、加重平均値は51/100となっている。なお、本作のCinemaScoreはB-となっている。

## エピソード
- 主演のデイン・デハーンとカーラ・デルヴィーニュは、同じ年に公開された『チューリップ・フィーバー 肖像画に秘めた愛』でも共演している。
- カーラ・デルヴィーニュは今作完成後、翌2018年公開の『トゥームレイダー ファースト・ミッション』のヒロイン役のオーディションを受けたが落ちている[44]。
- リアーナ演じるバブルのダンスシーンで、ヴァレリアンのグラスをムチで打った際、グラスの飾りの傘と星が落ちたが、直後のシーンでは星がグラスに戻っている撮影ミスがある[45]。
- バブルの声を吹き替えたゆりやんレトリィバァは、「リアーナに近づくために体重を2キロ落としました。観終わった頃には、みなさんの心にバブルがいると思います! 是非、私のことは忘れてご覧ください」とコメントしている[46]。また、情報屋トリオのドーガン＝ダギーズの声を吹き替えたのはTHE ALFEEの3人で、オファーを受けた理由について坂崎幸之助は「こういうチャンスはなかなかあるもんじゃない」、役作りについて聞かれた桜井賢は「役作りしようがない」と語り、高見沢俊彦は「この手の映画が好きなんですが、今までに観たことがないようなSF映画。映像が美しい! それと冒頭で流れる音楽（デヴィッド・ボウイの『Space Oddity』）にやられた」と語っている[47]。